# Vladislav Frolov
Pour les articles homonymes, voir Frolov.
Vladislav Frolov (en russe : Фролов Владислав Юрьевич, né le 24 juillet 1980 dans l'oblast de Sverdlovsk - Свердловская область) est un athlète russe, spécialiste du 400 m. Il mesure 1,85 m pour 75 kg.

## Carrière
En 2008, il remporte la médaille de bronze du relais 4 × 400 m lors des Jeux olympiques de Pékin.

## Dopage
Le 24 mai 2016, Denis Alekseyev, coéquipier du relais 4 x 400 m de Frolov lors des Jeux olympiques de Pékin en 2008, figure sur la liste des 31 athlètes contrôlés positifs à la suite du reteste des échantillons où ils avaient remporté la médaille de bronze. Par conséquent, si l'échantillon B (qui sera testé en juin) s'avère positif, l'équipe sera disqualifiée et les quatre athlètes seront déchus de leur médaille.

### Palmarès
| Année | Compétition                    | Lieu       | Résultat | Épreuve        | Performance   |
| ----- | ------------------------------ | ---------- | -------- | -------------- | ------------- |
| 2005  | Universiade                    | Izmir      | 3e       | 4 × 400 m      | 3 min 03 s 33 |
| 2006  | Championnats d’Europe          | Göteborg   | 2e       | 400 m          | 45 s 09       |
| 2006  | Championnats d’Europe          | Göteborg   | 7e       | 4 × 400 m      | 3 min 04 s 73 |
| 2007  | Championnats d’Europe en salle | Birmingham | 2e       | 4 × 400 m      | 3 min 08 s 10 |
| 2007  | Championnats du monde          | Osaka      | 5e       | 4 × 400 m      | 3 min 01 s 62 |
| 2008  | Coupe d’Europe en salle        | Moscou     | 1er      | 2 000 m relais | 4 min 10 s 58 |
| 2008  | Jeux olympiques                | Pékin      | 3e       | 4 × 400 m      | 2 min 58 s 06 |
| 2012  | Championnats du monde en salle | Istanbul   | 4e       | 4 × 400 m      | 3 min 07 s 35 |

### Records
| Épreuve    | Performance | Lieu     | Date        |
| ---------- | ----------- | -------- | ----------- |
| 400 mètres | 45 s 09     | Göteborg | 9 août 2006 |

| Épreuve    | Performance | Lieu   | Date            |
| ---------- | ----------- | ------ | --------------- |
| 400 mètres | 46 s 52     | Moscou | 24 janvier 2006 |